# Lophogonus ptilostreptoides
Lophogonus ptilostreptoides är en mångfotingart som beskrevs av Carl 1909. Lophogonus ptilostreptoides ingår i släktet Lophogonus och familjen Spirostreptidae. Inga underarter finns listade i Catalogue of Life.